# Rudolf Ivanovici Abel
Rudolf Ivanovici Abel (rus. Рудольф Иванович Абель) (n. 11 iulie 1903, Newcastle Marea Britanie – d. 15 noiembrie 1971, Moscova), născ. William Ghenrihovici Fischer. El a purtat mai multe nume printre care se numea Rudolf Ivanovici Abel, „Willie”), William Genrihovici (August) Fisher, Emil Robert Goldfus sau Frank, Marc, Andrew Kayotis, Martin Collins. Rudolf Ivanovici Abel a fost un spion sovietic, de origine germano-rusă, unul dintre cei mai valoroși plasați în SUA. Abel printre altele a furnizat informații secrete URSS-ului despre cercetările americane privind arma nucleară. La 10 februarie 1962 el a fost cedat de americani Uniunii Sovietice în schimbul pilotului american Francis Gary Powers. Schimbul a avut loc pe podul Glienicke, un pod peste Havel care lega Berlinul de Vest cu Potsdam (RDG). Pentru serviciile aduse URSS-ului el a fost distins cu premiul Lenin.